# Wolseley Sixteen
Der Wolseley Sixteen war ein PKW der Mittelklasse, den Wolseleys 1933 als Nachfolger der fast baugleichen Modelle 16/45 und Viper herausbrachte. Dieses erste Modell mit obenliegender Nockenwelle wurde bis 1934 gebaut. 1936 erschien erneut ein Wagen dieses Namens. Der Wagen mit etwas größerem, aber mit obenliegenden Ventilen versehenem Motor wurde bis 1938 angeboten und fand dann seinen Nachfolger in dem etwas kleineren Wolseley 16/65, der bis 1939 angeboten wurde.

## Sixteen (1933–1934)
1933 ersetzte der erste Wolseley Sixteen den 16/45. Am Sechszylinder-Reihenmotor mit 2025 cm³ Hubraum, dessen Leistung mit 50 bhp (37 kW) bei 4500/min. angegeben wird, hatte sich nichts verändert. Der Radstand war auf 2794 mm geschrumpft. Dementsprechend war auch der Aufbau mit 4267 mm etwas kürzer; auch seine Breite (1626 mm) hatte abgenommen. Zugenommen hatte das Leergewicht mit jetzt 934 kg. Dennoch erreichte der neue Wagen eine Höchstgeschwindigkeit von 103 km/h.
1934 wurde die Fertigung des Sixteen eingestellt und der 2,0 l-R6-ohc-Motor verschwand aus der Wolseley-Produktpalette.

## Sixteen (1936–1938)
Der zweite Sixteen erschien 1936.
Sein Reihensechszylindermotor mit einem Hubraum von 2062 cm³ hatte aber anders als der Vorgänger eine untenliegende Nockenwelle, die die hängenden Ventile über Stoßstangen und Kipphebel betätigte. Karrossiert wurden die Wagen als viertürige Limousine. Die Höchstgeschwindigkeit betrug 107 km/h.

## 16/65 hp (1938–1939)
Nachfolger des zweiten Sixteen war der 16/65. Sein Radstand war etwas kürzer und erreichte mit dem gleichen Motor eine Höchstgeschwindigkeit von 120 km/h.
Mit der Einstellung der Fertigung bei Kriegsbeginn verschwand das 16 hp – Modell aus der Wolseley-Palette.